# Municipalità locale di Hlabisa
La municipalità locale di Hlabisa (in inglese Hlabisa Local Municipality) è stata una municipalità locale del Sudafrica appartenente alla municipalità distrettuale di Umkhanyakude, nella provincia di KwaZulu-Natal. In base al censimento del 2001 la sua popolazione era di 176.890 abitanti.
È stata soppressa nel 2016, quando si è fusa con la municipalità locale di Big Five False Bay per costituire la municipalità locale di Big Five Hlabisa.
La sede amministrativa e legislativa era la città di Hlabisa e il suo territorio si estendeva su una superficie di 1.417 km² ed era suddiviso in 19 circoscrizioni elettorali (wards). Il suo codice di distretto era KZN274.

## Geografia fisica

### Confini
La municipalità locale di Hlabisa confinava a nord con quella di Jozini, a nord e a est con quella di Big 5 False bay, a est con quella di Mtubatuba, a est e a ovest con il District Management Areas KZDMA27, a sud con quella di Mbonambi (UThungulu) e a ovest con quella di Nongoma (Zululand).

### Città e comuni
- Abakwahlabisa
- Hlabisa
- Hluhluwe Game Riserve
- Mdletshe
- Mpembeni
- Mpukunyoni

### Fiumi
- Mduna
- Mfolozi
- Mona
- Msunduzi
- Mzinene
- Ngweni
- Nyalazi
- Nzimane
- Wela

### Dighe
- Hluhluwe Dam